# Tomasz Suszczyński
Tomasz Suszczyński (ur. 18 grudnia 1889 w Zegrzu, zm. 31 maja 1985) – polski tkacz i polityk, poseł na Sejm PRL I kadencji.

## Życiorys
Syn Jana. Uzyskał wykształcenie podstawowe, uzyskał zawód tkacza. Pracował na stanowisku kierownika tkalni w Zakładach Przemysłu Bawełnianego w Pabianicach. W 1952 uzyskał mandat posła na Sejm I kadencji z okręgu Pabianice z ramienia Polskiej Zjednoczonej Partii Robotniczej.
Odznaczony Krzyżem Kawalerskim Orderu Odrodzenia Polski, w 1954 Złotym Krzyżem Zasługi, a w 1955 Medalem 10-lecia Polski Ludowej.
Pochowany na cmentarzu komunalnym w Pabianicach (6/5/6).